# (5806) Archieroy
(5806) Archieroy (1986 AG1) – planetoida z pasa głównego asteroid okrążająca Słońce w ciągu 2,75 lat w średniej odległości 1,96 j.a. Odkryta 11 stycznia 1986 roku.